# Massimo De Santis
Massimo De Santis (Tivoli, 8 de abril de 1962) é um ex-árbitro de futebol italiano.

## Carreira
Iniciou sua carreira de árbitro em 1979, apitando nas divisões inferiores do futebol italiano. Em 1995, apitou seu primeiro jogo na Série A (Sampdoria-Brescia), e no ano seguinte virou um árbitro da FIFA.
Em 2000 faz sua estreia em jogos de seleções, mas não foi escalado para as Eurocopas do mesmo ano e de 2004, nem para as Olimpíadas de Sydney e a Copa de 2002. Apitou 2 jogos nas Olimpíadas de Atenas (Costa Rica-Marrocos e Paraguai-Coreia do Sul, este último pelas quartas-de-final).

## Envolvimento noCalciopolie aposentadoria
Pré-selecionado para apitar na Copa de 2006, De Santis foi punido com suspensão de 4 anos devido à participação dele no escândalo de arbitragem da Série A, que envolveu também Juventus, Milan, Fiorentina e Lazio. Ele foi acusado de ter sido um dos cúmplices de Luciano Moggi (então diretor da Vecchia Signora) no esquema de manipulação de resultados, porém negou tudo. Como De Santis já estava com 44 anos de idade, a suspensão encerrou sua carreira na arbitragem.
Em novembro de 2011, foi condenado em primeira instância, pelo Tribunal de Nápoles, a 1 ano e 11 meses de prisão por fraude e corrupção esportiva. Um ano depois, teve que pagar uma indenização à FIGC juntamente com os outros 10 árbitros e assistentes que se envolveram no Calciopoli.